# 拉拉資推工作室
拉拉資訊推廣工作室，簡稱拉拉資推工作室，是一個台灣女同性戀組織，由從事資訊工作的女同志組成，宗旨是「向拉子推廣網路的世界，向網路推廣拉子的世界」。拉拉資推工作室致力於協助台灣女同志接觸、使用網際網路，並支援女同志經營個人網頁，曾協助成立「童女之舞」網站。
拉拉資推工作室的成員分為「會員」與「義工」兩種，會員參與決策、繳納會費，並參加團體活動；義工則以一對一方式，協助女同志使用網際網路，但不參與決策。整體來說，拉拉資推工作室的主要工作是協助台灣女同志學會上網，並架設網頁作為台灣同志運動的資訊平台。1998年6月，拉拉資推工作室發起「拉子人口網路普查」，透過網路蒐集台灣女同志的個人狀態，藉此凝聚女同志社群意識。
在資訊推廣、傳播工作之外，拉拉資推工作室致力於推廣同志體育活動，1996年開辦雷斯盃女同志運動會，每年於夏、冬兩季各舉辦一次。2001年，拉拉資推工作室在台北同玩節中承辦「彩虹運動會」，吸引2,000多人參加體育活動。

## 延伸閱讀
- 修淑芬. . 《中時晚報》 (臺北市: 中國時報社). 2001-12-30. （原始内容存档于2010-06-16） （中文（臺灣））.
- 許立潔. . 生命力新聞 (新北市: 輔仁大學新聞傳播學系). 2003-12-10. （原始内容存档于2018-06-23） （中文（臺灣））.

## 外部連結
- 拉拉資推工作室 （页面存档备份，存于）（繁體中文）
- 5466／我是拉拉[永久]（繁體中文）
- 拉拉資推電子報首發備份 （页面存档备份，存于）（繁體中文）